# Darla K. Anderson
Darla K. Anderson (Glendale, 22 de outubro de 1968) é uma produtora de filmes da Pixar. Ela também é membro da Producers Guild of America.

## Carreira
Ela produziu o filme Toy Story 3
, que foi nomeado ao Oscar de Melhor Filme e venceu o Oscar de Melhor Filme de Animação na cerimônia de 2011. Anteriormente, Anderson já havia vencido o prêmio Golden Satellite por A Bug's Life, um prêmio BAFTA por A Bug's Life e Monsters, Inc. e um Producers Guild Award (prêmio dedicado aos produtores de cinema) por Cars.
Ela foi listada pela edição de 2008 do Guinness Book of World Records como a produtora com a melhor média de bilheterias, faturando $221 milhões de dólares por filme.
 e em 2011 o Wall Street Journal informou que a soma das bilheterias dos quatro filmes que ela produziu somavam $2 bilhões de dólares.

### Saída da Pixar
No dia 8 de março de 2018, Darla anunciou sua saída da Pixar, cinco dias após ter ganho o Oscar de melhor filme de animação por Coco. "Eu tive uma experiência mágica de trabalhar na Pixar por mais de duas décadas. Estou muito grata de ter feito parte dessa histórica jornada, e estou ansiosa para meu próximo capítulo", declarou Darla, que pretende trilhar novos caminhos criativos e filantrópicos.

## Vida Pessoal
Nascida em Glendale, Califórnia, Darla K. Anderson é casada com Kori Rae, também funcionária da Pixar e produtora de Monsters University. Elas moram juntas em Noe Valley, San Francisco.
Darla e Kori se conheceram 1991 quando Darla, então uma recém-chegada a San Francisco, passou a integrar o time de softball que Kori administrava. Elas começaram a namorar em 2001, durante o último ano de produção de Monsters, Inc.. Desde então, elas decidiram não trabalhar mais juntas nos mesmos filmes. As duas se casaram no feriado de Dia do Presidente em 2004, na época em que San Francisco permitia o casamento entre pessoas do mesmo sexo, porém suas licenças de casamento foram anuladas pela Suprema Corte da Califórnia. Elas se casaram de novo em 2008, após a corte ter declarado que o casamento entre pessoas do mesmo sexo seria permitido por lei. Porém, isso foi antes da Proposição 8 da Califórnia passar a ter efeito.
O sobrinho de Darla, Jack Taylor, marcou o recorde de 138 pontos em disputa de basquete colegial pela NCAA. Darla o ajudou pagando suas aulas de basquete enquanto ele crescia.

## Filmografia
- Toy Story (1995) (Anjo Digital)
- It's Tough to Be a Bug (1998) (Produtora Executiva)
- Geri's Game (1997) (Agradecimentos Especiais)
- A Bug's Life (1998) (Produtora)[12]
- Monsters, Inc. (2001) (Produtora)[12][13]
- Mike's New Car (2002) (Agradecimentos Especiais)
- Exploring the Reef (2003) (Agradecimentos Especiais)
- Mater and the Ghostlight (2006) (Produtora Executiva)
- Cars (2006) (Produtora)[12]
- Ratatouille (2007) (Agradecimentos Especiais)
- Up (2009) (Agradecimentos Especiais)
- Toy Story 3 (2010) (Produtora)
- Toy Story Toons: Hawaiian Vacation (2011) (Agradecimentos Especiais)
- Cars 2 (2011) (Agradecimentos Especiais)
- Brave (2012) (Agradecimentos Especiais)
- Monsters University (2013) (Agradecimentos Especiais)
- Sanjay's Super Team (2015) (Agradecimentos Especiais)
- The Good Dinosaur (2015) (Agradecimentos Especiais)
- Finding Dory (2016) (Agradecimentos Especiais)
- Coco (2017) (Produtora)

## Ligações Externas
- Darla K. Anderson. no IMDb.